# 米兰·塔迪奇
米兰·塔迪奇（羅馬化：Milan Tadić，1970年2月21日—），塞尔维亚男子水球运动员。他曾代表南联盟国家队参加1996年夏季奥林匹克运动会水球比赛，结果队伍获得第八名。